# Іваньшевці (Моравське Топлице)
Іваньшевці (словен. Ivanjševci) — поселення в общині Моравське Топлице, Помурський регіон, Словенія. Висота над рівнем моря: 254,8 м.